# Antoniuskapelle (Lavesum)

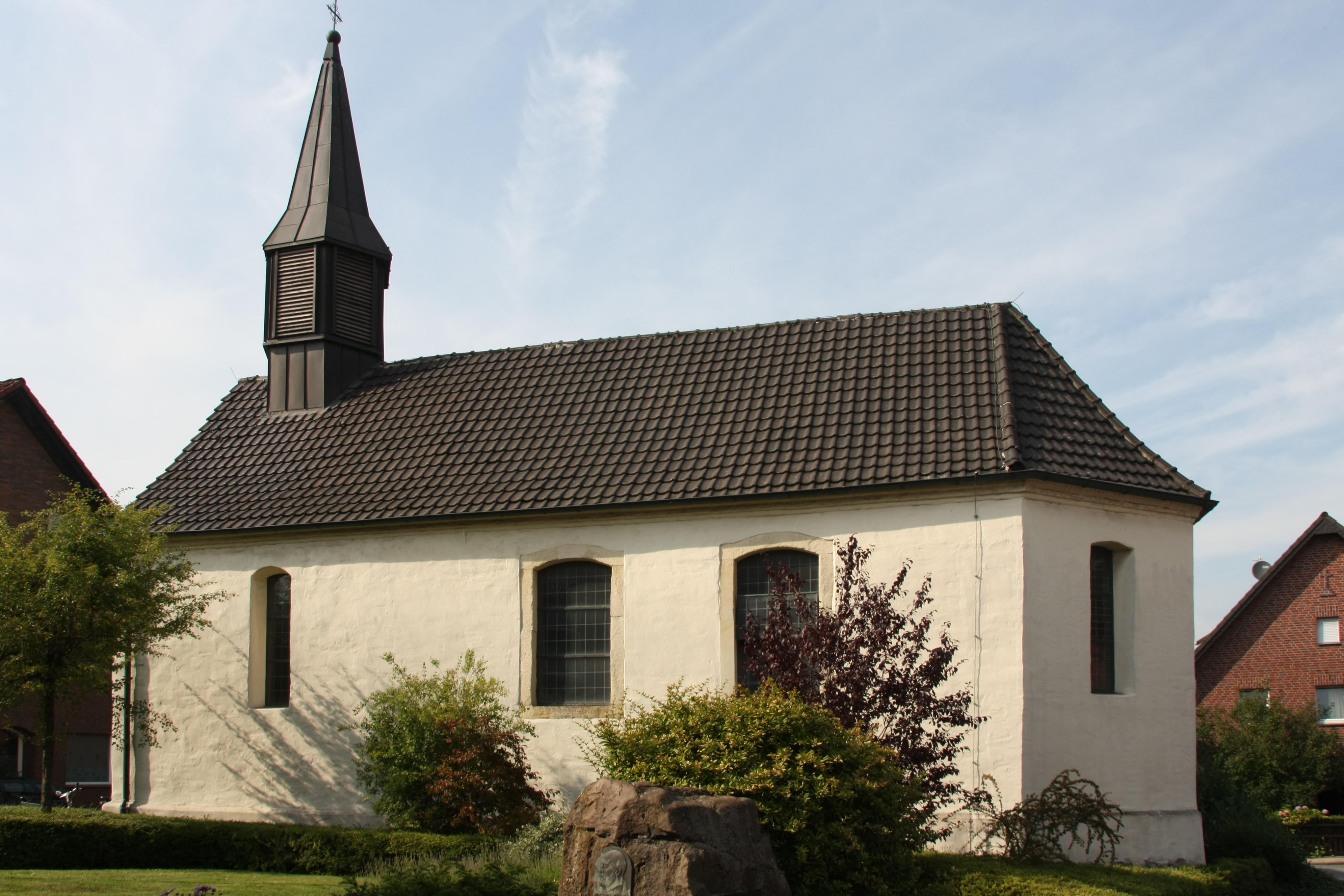
Antoniuskapelle in Lavesum

Die römisch-katholische, denkmalgeschützte Antoniuskapelle steht in Lavesum, einem Stadtteil von Haltern am See im Kreis Recklinghausen von Nordrhein-Westfalen. Sie gehört zur Pfarrei St. Sixtus Haltern am See im Kreisdekanat Recklinghausen des Bistums Münster.

## Beschreibung
Die Kapelle mit dreiseitigem Schluss im Osten wurde um 1465 gebaut; ihre Weihe ist in einer Urkunde von 1467 erwähnt. Im Jahr 1652 wurde sie um vier Meter nach Westen verlängert und ist seitdem 15 Meter lang und 4,70 Meter breit. Aus dem Satteldach des Langhauses erhebt sich im Westen seit 1862 ein sechseckiger Dachreiter mit dem Glockenstuhl. Ein früherer Turm und der Dachstuhl waren 1811 bei einem Brand zerstört worden.
Im Innenraum wurden 1937 Reste von Wandmalereien entdeckt und freigelegt. Sie zeigen im Chor die zwölf Apostel, an der Nordwand Bilder aus der Passion Christi und an der Südwand eine Mondsichelmadonna im Strahlenkranz, begleitet von der heiligen Katharina und der heiligen Dorothea.
Über dem schlichten Altar aus Holz hängt ein hölzernes Kruzifix, weitere hölzerne Skulpturen zeigen den heiligen Antonius den Großen, den Schutzpatron der Kapelle, vom Anfang des 16. Jahrhunderts und eine Madonna mit dem Jesuskind. Hinzu kommt eine Sandsteinstatue des heiligen Jakobus des Älteren.
An der Eingangswand der Kapelle sind an jeder Seite 41 Kreuze für die Kriegstoten und Vermissten des Dorfes aus den beiden Weltkriegen als  Kriegerdenkmal angebracht.